# Pirates of Black Cove
Pirates of Black Cove et un jeu vidéo de stratégie navale en temps réel sorti le 2 août 2011 sur Windows et Macintosh. Il a été édité par Paradox Interactive et développé par Nitro Games.

## Accueil
| Pirates of Black Cove |      |       |
| Média                 | Pays | Notes |
| GameSpot              | US   | 35 %  |
| IGN                   | US   | 55 %  |
| Jeuxvideo.com         | FR   | 11/20 |
| Compilations de notes |      |       |
| Metacritic            | US   | 56 %  |